# Naturschutzgebiet Burgberg Hachen
Das Naturschutzgebiet Burgberg Hachen mit 2,5 ha Flächengröße liegt mitten in Hachen im Stadtgebiet von Sundern und im Hochsauerlandkreis. Das Gebiet wurde 2019 mit dem Landschaftsplan Sundern durch den Kreistag des Hochsauerlandkreises als Naturschutzgebiet (NSG) ausgewiesen. Das NSG ist nur im Norden nicht von der Bebauung von Hachen umgeben. Im Norden grenzt das Landschaftsschutzgebiet Sundern an. Im NSG liegt die Ruine der Burg Hachen und die umgebenden Berghänge. Im Landschaftsplan Sundern aus dem Jahr 1993 war die Fläche des NSG noch ohne jede Schutzausweisung geblieben.

## Beschreibung
Der Landschaftsplan führt zum NSG aus: „Die Burg Hachen wurde um das Jahr 1000 erbaut. Die Ruinenmauern aus Kulmplattenkalk weisen eine typische Mauerfugen-Vegetation auf. Neben der Burgruine befindet sich ein 1924 eingeweihtes Kriegerehrenmal. Der Berghang um die Burg ist ein Bergahorn-Mischwald mit artenreicher Strauch- und Krautschicht. Die Altbäume am Berghang sind teilweise schon sehr alte Bergahorne, Eschen, Traubeneichen und stellenweise Spitzahorne, Kiefern und Lärchen. An den teils sehr steilen und an Blockschutt reichen südlich exponierten Hängen ist der Mischwald als Ahorn-Eschen-Hangschuttwald ausgeprägt. Dieser Ahorn-Eschen-Hangschuttwald ist als Geschützter Biotop ausgewiesen und ein prioritärer FFH-Lebensraumtyp (Nr. 9180). Der Hangschuttwald unterhalb des Kriegerehrenmal wurde für eine Sichtschneise zum Ort gerodet. Der Burgberg ist ein isolierter Kalkstein-Standort und stellt gemeinsam mit den Ruinenmauern einen isolierten wertvollen Lebensraum für Kalk liebende Pflanzen- und Tierarten dar.“ Das NSG hat insbesondere eine reiche Molluskenfauna (Schneckenfauna). Der Burgberg ist laut Landschaftsplan „ein wichtiger Trittsteinbiotop der Kalk-Hangschuttwälder mit ihrem typischen Pflanzen- und Tierartenspektrum“. Veranstaltungen auf der Burgruine sind von den Verboten des Landschaftsplans freigestellt, soweit sie dem Schutzzweck des Naturschutzgebietes nicht zuwiderlaufen.

## Schutzzweck
Laut Landschaftsplan erfolgte die Ausweisung zum:
- „Schutz, Erhaltung und Wiederherstellung seltener Waldgesellschaften, v. a. auch in ihrer Funktion als Trittstein- und Refugialbiotop;“
- „Schutz und Erhaltung der Wald- und der ruinentypischen Lebensgemeinschaften.“
- „Das NSG dient auch der nachhaltigen Sicherung von besonders schutzwürdigen Lebensräumen nach § 30 BNatschG und von Vorkommen seltener Tier- und Pflanzenarten.“[1]

## Verbot und Gebot für NSG
Für das NSG wurde ein besonderes Verbot und ein Gebot erlassen.
Das Verbot lautet „Im Bereich der gekennzeichneten „Flächen mit Hinweisen im Text“, bei denen es sich um die Geschützten Biotope nach § 30 BNatschG handelt, ist die Forstwirtschaft grundsätzlich verboten. Freigestellt bleibt eine einzelstammweise Nutzung, die der Hangsicherung (Verkehrssicherung) dient und die unter besonderer Rücksichtsnahme auf die zu schützenden Biotope und nach Absprache mit dem Forstamt des Landesbetriebes Wald und Holz und der UNB des HSK erfolgt.“ Mit diesen Flächen ist der Ahorn-Eschen-Hangschuttwald gemeint, der ein Geschützter Biotop und prioritärer FFH-Lebensraumtyp ist. Das Gebot lautet „Vor einer Sanierung und Instandhaltung der Ruinengemäuer ist die UNB des HSK zu beteiligen.“

## Einsatz des ehrenamtlichen Naturschutzes für NSG-Ausweisung
Der ehrenamtliche Naturschutz, genauer der Verein für Natur- und Vogelschutz im Hochsauerlandkreis und der BUND-HSK, setzten sich seit 2010 für eine NSG-Ausweisung ein. Nach Einreichung einer NSG-Forderung 2010 fanden Jahr 2012 intensive Gespräche mit der Unteren Naturschutzbehörde (UNB) statt. Da die UNB zunächst eine Ausweisung ablehnte, weil die Ruine der Burg Hachen vom Ort Hachen genutzt wird, wurde das Landesamt für Natur, Umwelt und Verbraucherschutz Nordrhein-Westfalen eingeschaltet. Das LANUV kartierte das Gebiet und stellte eindeutig die Naturschutzwürdigkeit fest. Die UNB nahm daraufhin den Burgberg als NSG in den Landschaftsplan auf.